# Heerlijkheid Werth
De heerlijkheid Werth bij Anholt was tot 1709 een zelfstandige heerlijkheid binnen het Heilige Roomse Rijk. De heerlijkheid was gelegen in het huidige dorp Werth, gemeente Isselburg.

## Geschiedenis

### Middeleeuwen

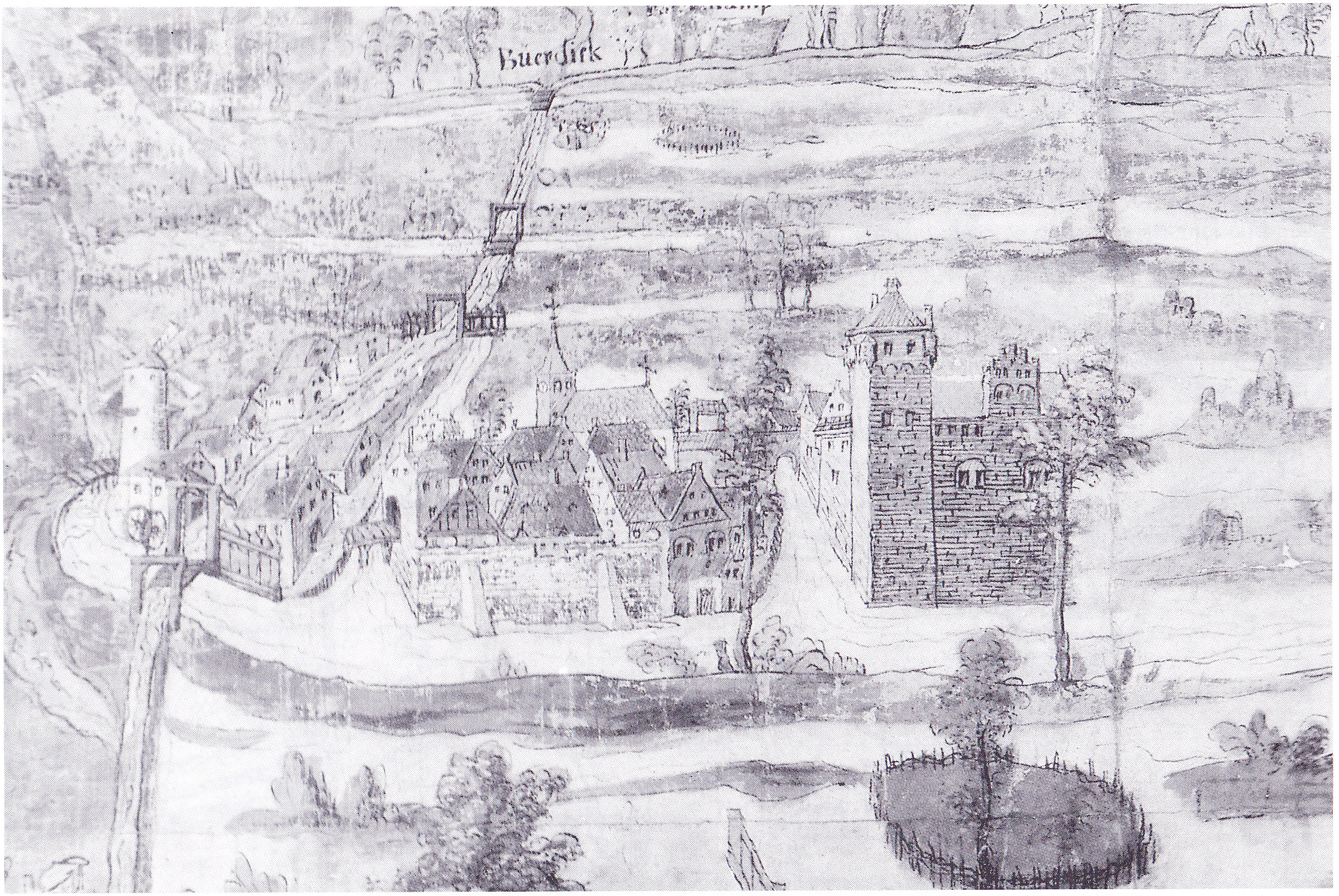
De burcht van Werth met voorburg in de 16e eeuw

Omstreeks 1300 verschijnt het huis Werth als leen van het prinsbisdom Münster in het bezit van ridder Gerard van Werth. Kort daarna kregen de heren van de Lek het in handen. Peter van de Lek kreeg van de bisschop in plaats van niet uitbetaalde soldij een stuk moerasland als leen. Hierdoor ontstond de kleine zelfstandige heerlijkheid Werth. De heerlijkheid bestond uit het Huis en een smalle strook land langs de Oude IJssel. 
Reeds in 1316 was het huis vervangen door een burcht. Door een huwelijk viel de heerlijkheid in 1344 aan Hubert II van Culemborg. Door de vestiging van boeren en handwerkslieden rond de burcht ontstond er een nederzetting. Jan III van Culemborg verleende de nederzetting enige stedelijke rechten. Het gezag werd in naam van de landsheer uitgeoefend door een op de burcht wonende drost.
Ondanks dat de heren van Culemborg leenman waren van de bisschop van Münster stonden ze in de Kleefse Oorlog (1427-1437) en de Soester Vete (1441-1449) aan de kant van het hertogdom Kleef. Aan het eind van de vijftiende eeuw raakte Jasper van Culemborg door zijn partijkeuze voor Bourgondië in financiële problemen. Hij was daarom gedwongen de heerlijkheid te verpanden.
Nadat Jasper in 1504 zonder mannelijke erfgenamen was overleden, viel de heerlijkheid aan de echtgenoot van zijn jongere dochter: Jan van Pallandt. De kleinzoon van Jan, de bekende geus Floris I van Pallandt voerde in 1567 de reformatie in.

### Nieuwe Tijd
In 1639 stierf de familie Pallandt met Floris II uit. De heerlijkheid kwam daarna aan de graven van Waldeck-Eisenberg.
Tijdens de oorlog van 1665 tussen de Nederlanden en Münster bezette bisschop Christoph Bernhard von Galen de stad omdat Georg van Waldeck als Nederlands veldmaarschalk diende. Ten gevolge van het huwelijk van de dochter van Georg met hertog Ernst van Saksen-Hildburghausen kwam de heerlijkheid aan Saksen-Hildburghausen. Hun zoon Ernst Frederik verkocht de heerlijkheid in 1709 aan het prinsbisdom Münster, waarna de katholieke godsdienst werd ingevoerd. 

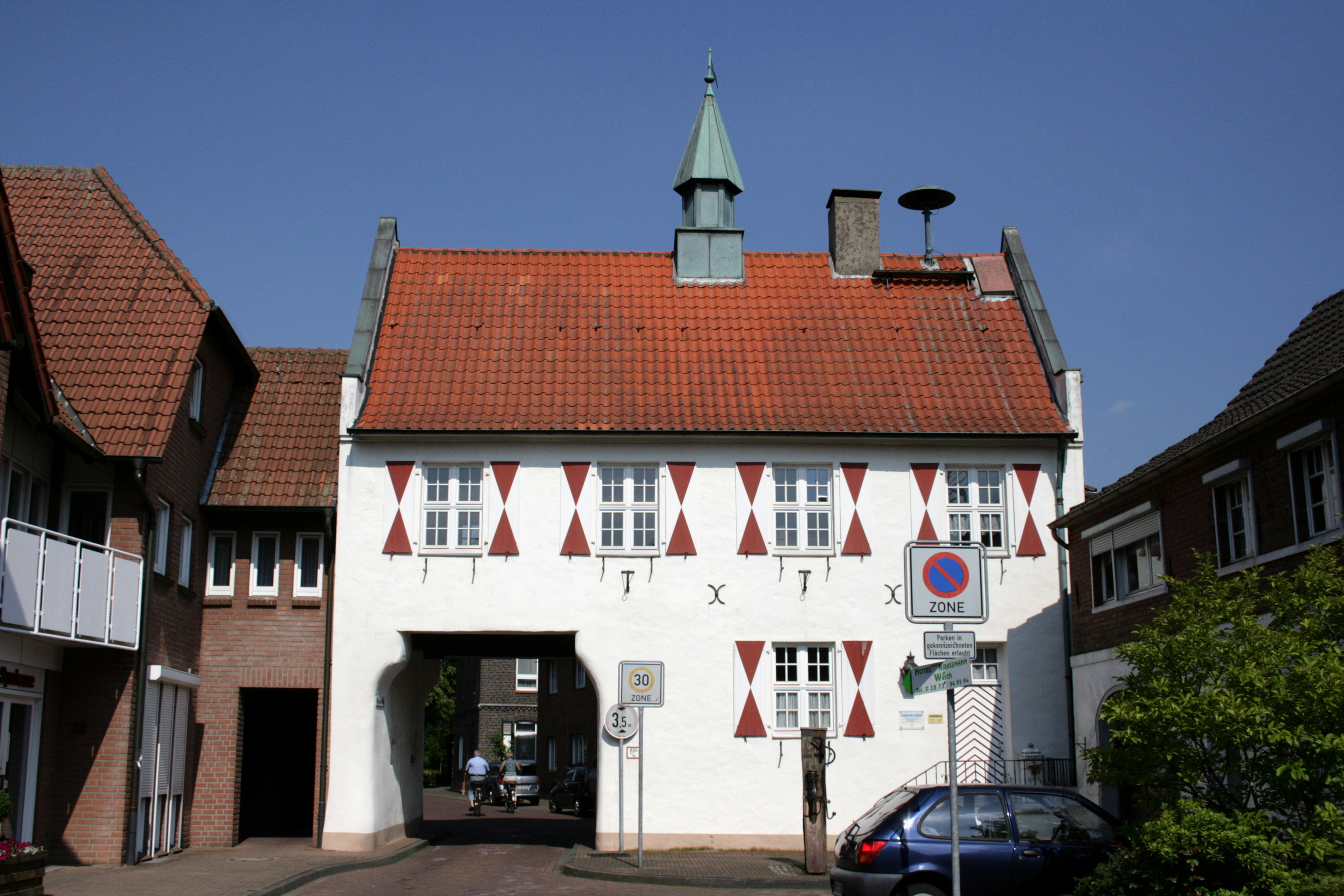
Voormalig poorthuis van kasteel Werth, later raadhuis van Werth
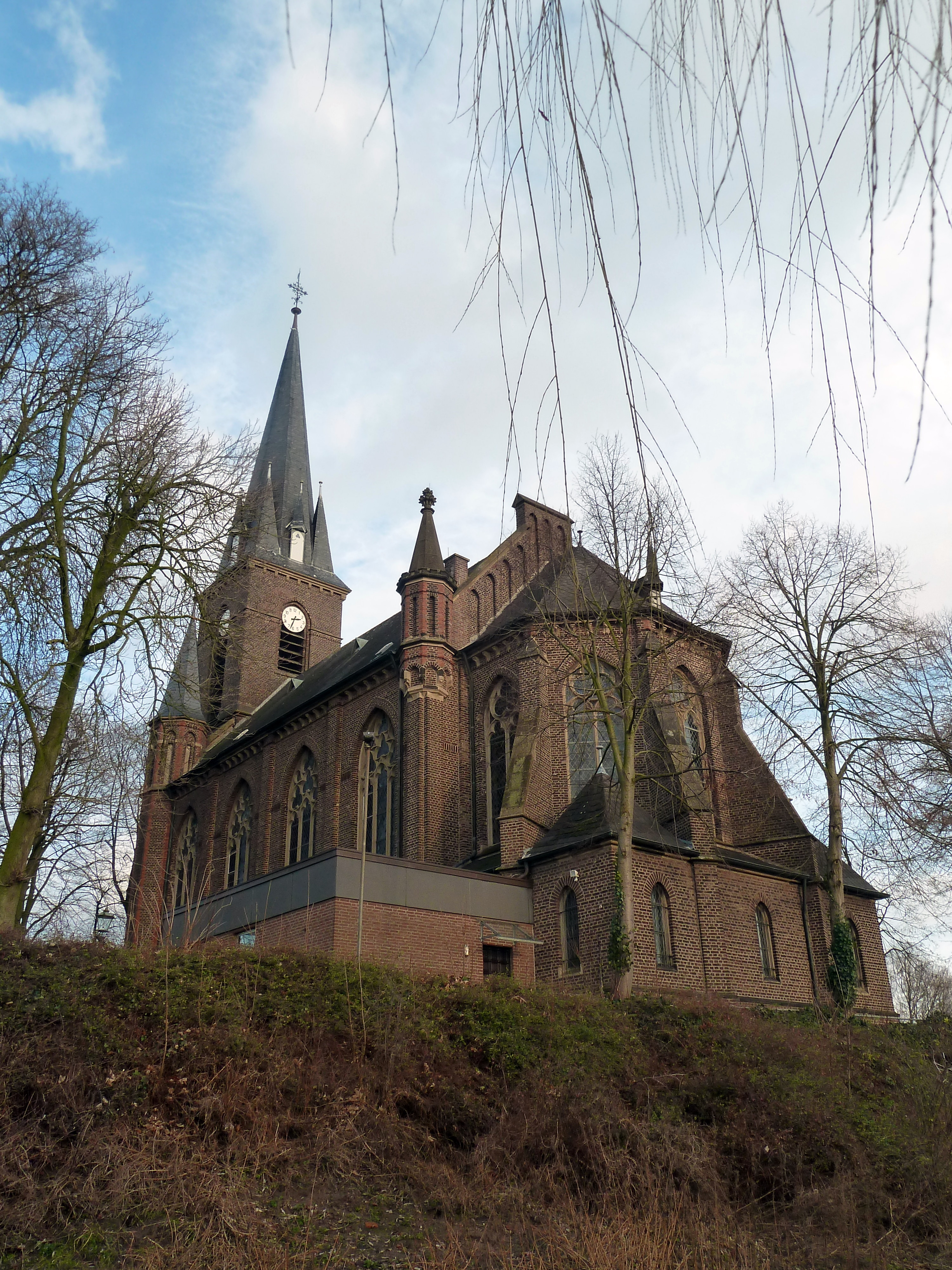
R.K. Pieter- en Pauluskerk, Werth (1886) op de voormalige kasteelheuvel

Vanaf 1780 werden grote delen van de burcht gesloopt ten behoeve van de bouw van een kerk. Alleen de kasteelheuvel is nog herkenbaar, het poortgebouw, ooit deel van de voorburcht staat er nog. Het was sinds de 16e eeuw tot 1975 in gebruik als raadhuis. Het raakte zwaar beschadigd tijdens de Tweede Wereldoorlog en werd nadien herbouwd. Daarna raakte het in een vervallen staat. Sinds 2011 is het privébezit en werd nadien gerestaureerd en werd als cultuurcentrum in gebruik genomen.